# Chứng nhận Asthma- Allergy

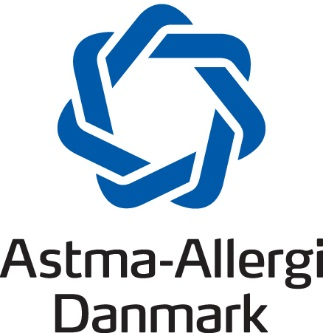
Chứng nhận Asthama - Allergy Đan Mạch

Chứng nhận Asthma- Allergy (chứng nhận an toàn dị ứng da liễu Đan Mạch/ Chứng nhận Blue Label) được xây dựng bởi Hiệp Hội Nghiên cứu Hen Suyễn & Dị Ứng Đan Mạch vào năm 1988 nhằm cung cấp một bằng chứng tin cậy cho người tiêu dùng về độ an toàn của các sản phẩm thường xuyên tiếp xúc với da, tóc, móng tay/chân. Chứng nhận này sẽ đảm bảo cho người tiêu dùng về việc không có các chất gây nên các hiện tượng chàm (bệnh), kích ứng da, viêm da...trong các sản phẩm.
Mục tiêu của chứng nhận này là hướng đến những người có làn da nhạy cảm, dễ bị dị ứng nhất là trẻ sơ sinh và phụ nữ mang thai để giúp họ có thể sử dụng sản phẩm như những người bình thường khác. Hiệp Hội Nghiên cứu Hen Suyễn & Dị Ứng Đan Mạch đã tổ chức, tiến hành rất nhiều những cuộc họp, hội nghị chuyên ngành; liên kết cùng các tổ chức Y tế, các nhà khoa học, các phòng thí nghiệm để nghiên cứu, kiểm định về các vấn đề liên quan tới dị ứng. 

Hiệp hội cũng đã đề xuất với các chính trị gia, cơ quan quản lý để đưa chứng nhận này trở thành một trong chứng nhận bắt buộc đối với các sản phẩm tiếp xúc với cơ thể con người. Điều này sẽ giúp ngăn chặn sự phát triển của nhiều loại bệnh dị ứng về da và các bệnh liên quan đến da như ung thư da.
Để được cấp chứng nhận Asthma - Allergy thì sản phẩm phải đáp ứng quy định về thành phần không chứa các chất gây dị ứng. Một trong số các chất gây dị ứng có thể kể tên:
· Hương liệu (bao gồm cả tự nhiên và tổng hợp)
· Formaldehyd
·  Kathon, MI và MCI
· Nhựa thông
Chứng nhận Asthma – Allergy của Hiệp Hội Nghiên cứu Hen Suyễn & Dị Ứng Đan Mạch giúp người tiêu dùng lựa chọn được sản phẩm an toàn cho mình, giảm thiểu tối đa khả năng viêm da, kích ứng da do thành phần sản phẩm. Đến nay Hiệp hội đã cung cấp chứng nhận cho hơn 600 sản phẩm trên thị trường Đan Mạch. Tại những thị trường khó tính như EU, Nhật Bản, Hoa Kỳ, chứng nhận Asthma – Allergy cũng được công nhận và có chỉ số tín nhiệm cao.